# Martînivka, Luțk
Martînivka (în ucraineană Мартинівка) este un sat în comuna Horodîșce din raionul Luțk, regiunea Volînia, Ucraina.

## Demografie
Componența lingvistică a localității Martînivka
     Ucraineană (98,75%)
     Rusă (1,25%)
Conform recensământului din 2001, majoritatea populației localității Martînivka era vorbitoare de ucraineană (98,75%), existând în minoritate și vorbitori de rusă (1,25%).